# سانتوس ريفيرا
سانتوس ريفيرا (بالإسبانية: Santos Rivera) (8 أبريل 1974 في السلفادور - ) هو لاعب كرة قدم سلفادوري في مركز حراسة المرمى. شارك مع منتخب السلفادور لكرة القدم. أما مع النوادي، فقد لعب مع نادي سانتانيكوس أسوشيتد وADET ‏ وليمنيو ديبورتيفو ‏ ونادي أكويلا.

## وصلات خارجية
- سانتوس ريفيرا على موقع الاتحاد الدولي (مؤرشف)  (الإنجليزية)
- سانتوس ريفيرا على موقع قاعدة بيانات كرة القدم.إي يو (الإنجليزية)
- سانتوس ريفيرا على موقع ناشيونال فوتبول تيمز (الإنجليزية)